# 비밀 통로를 찾아라
"비밀 통로를 찾아라"는 한국에서 제작된 이용호 감독의 1962년 영화이다. 신영균 등이 주연으로 출연하였고 이병일 등이 제작에 참여하였다.

## 출연

### 주연
- 신영균
- 방성자
- 장동휘

## 기타
- 조명: 이영수
- 미술: 이봉선